# ГЕС Луїс Гонзага (Ітапаріка)
ГЕС Луїс Гонзага (Ітапаріка) – гідроелектростанція на сході Бразилії, на кордоні штатів Баїя та Пернамбуку. Знаходячись між ГЕС Собрадіньо (вище по течії) та ГЕС Аполлоній Салес і ГЕС Пауло Афонсо IV, входить до складу каскаду на четвертій за довжиною у Південній Америці річці Сан-Франсиску, яка тече на північний схід паралельно узбережжю перед тим як завернути та прорватись через гірський хребет до Атлантичного океану (саме на цій останній ділянці і знаходиться станція Луїс Гонзага). 
Річку перекрили земляною/кам’яно-накидною греблею з інтегрованим машинним залом, яка має висоту 105 метрів, довжину 4700 метрів та ширину по гребеню 10 метрів. Вона утворила водосховище з площею поверхні 828 км2, котре має об’єм 10,8 млрд м3 (корисний об’єм 3,5 млрд м3) та припустиме коливання рівня між позначками 299 та 305 метрів НРМ. Створення цієї водойми змусило відсилити біля 40 тисяч осіб. 
Машинний зал обладнано шістьма турбінами типу Френсіс середньою потужністю по 246,6 МВт, які працюють при напорі від 46,3 до 53,2 метра (потужність відповідно коливається від 216 до 264 МВт).